# Jean-Jacques Nguyen
Jean-Jacques Nguyen est un auteur français de science-fiction, né le 6 novembre 1958 à Paris. Il est connu pour avoir publié de nombreuses nouvelles de science-fiction, un recueil reprenant plusieurs de ses nouvelles et un essai.
Sa nouvelle L'Amour au temps du silicium (1998), a reçu le Grand prix de l'Imaginaire-section Nouvelles 1999, ainsi que le prix Rosny aîné 1999.

## Biographie
Il exerce le métier de professeur d'histoire-géographie.

## Œuvre

### Essai
- Les empires galactiques sont-ils solubles dans l'hyperespace ?, 1996[2]

### Recueil de nouvelles
- Les Visages de Mars, 1998[3]

### Nouvelles
Par ordre alphabétique des intitulés des nouvelles.
- 03h00 : Lunes rouges, 2000
- Adeline disparue, 1990
- L'Amour au temps du silicium
- Les Architectes du rêve, 1994
- Averse cosmique, 1999
- Big Crunch, 2000
- Celui qui marchait dans la nuit, 1990
- Courrier en souffrance, 1994
- Dans la gueule du scaracal, 1991
- Déconnexion, 1995
- En attendant la brume, 1995
- Gonad, 1991
- Grand Reporter, 1992
- L'Homme singulier (1996)
- Incidents de villégiature, 1994
- J'irai t'attendre à l'ombre des grands saules, 1988
- La Journée Lovecraft du Mesnil Saint-Denis, 1990
- La Légende de la fin du temps
- La Limite de Chandrasekhar, 1996
- La Méridienne des songes, 2000
- Le Neurasthénique d'Hosfr'maishr, 1990
- Nos anges sont de fiel
- La Piste aux étoiles, 1993
- Rêve de Chine, 1992
- Rêves roses, rêves gris, 1998
- Sœur virtuelle, 1996
- Swing, puzzle, Harlow
- La Symphonie de l'au-delà, 1992
- Temps mort, morte saison, 1994
- L'Ultime Réalité, 1994, publiée notamment dans Les Passeurs de millénaires (2005)
- L'Ultime territoire, 1998, en collaboration avec Thomas Day
- Univers interdit, 1994
- Les Visages de Mars, 1996